# Medea (Guarnieri)
Medea ist eine Video-Oper für Soli, Chor, Orchester und Live-Elektronik in drei Teilen von Adriano Guarnieri, deren Libretto frei von der Tragödie Medea des Euripides inspiriert ist. Sie wurde am 18. Oktober 2002 im Palafenice in Venedig uraufgeführt.

## Handlung
Die Oper folgt nicht der äußeren Handlung der antiken Vorlage, sondern zeigt die Seelenvorgänge der Titelfigur wie eine Abfolge von Erinnerungen. Die einzelnen Episoden – die Argonautenfahrt nach Kolchis, Medeas Beziehung mit Giasone, der Raub des Goldenen Vlieses, Giasones Werbung um die korinthische Prinzessin und Medeas Kindesmord – werden lediglich angedeutet. Da Euripides Medea in einem Vers „drei Antlitze“ zuschreibt, ist sie hier durch drei verschiedene Frauenstimmen repräsentiert.
Am Anfang der Oper steht ein Gebet an die Sonne und die Erde – ein wiederkehrendes Motiv, das Medeas Naturglauben versinnbildlicht, der ihr ihre Macht verlieh und den sie durch die Reise nach Korinth verlor. Dort ist sie nicht mehr Priesterin, sondern nur noch Ehefrau und Mutter. Sie sehnt sich nach ihrer verlorenen Liebe zu Giasone, dem sie in die Fremde gefolgt ist. Auf seine neue Hochzeit reagiert sie mit Zorn. Nach ihrer Verbannung aus Korinth fleht sie darum, einen weiteren Tag bleiben zu dürfen. Sie fürchtet die Einsamkeit, doch der Chor besteht darauf, dass sie das Land verlässt.
Giasone tritt erst im zweiten Akt auf. Die ersten Sequenzen beziehen sich auf die Entwicklung seiner Liebesbeziehung mit Medea. Es folgen die Erinnerung an den Diebstahl des Vlieses und die Morde an seinem Bruder und den Kindern. Sein früheres heldenhaftes Leben entschwindet ihm wie ein Traum. Das Paar hat sich voneinander entfremdet.
Zu Beginn des dritten Akts versucht Medea vergeblich, ihre einstigen Kräfte wiederzugewinnen. Der Gedanke an ihre toten Kinder überwältigt sie und hindert sie daran, ihre Verbindung mit der Natur wiederherzustellen. Sie kann die Stimmen der Sonne und der Erde nicht mehr erkennen. Giasone kann sich mit dem Tod der Kinder nicht abfinden. Medea sehnt sich nach ihren Berührungen.:53

## Gestaltung
Guarnieris Medea wurde als innovatives multimediales Werk in „der wahren und neuen Sprache unseres Jahrhunderts“ beschrieben. Es gibt keine nachvollziehbare Handlung. Der Text beschränkt sich darauf, die bereits in der Musik selbst enthaltene Dramaturgie in Chören, Sologesängen und Instrumenten symbolisch zu vertiefen. Er ist zwar von Euripides inspiriert, enthält aber keine direkten Verweise auf die antike Tragödie. Durch den Verzicht auf sämtliche deskriptiven Elemente reduzierte Guarnieri ihn auf ein reines Seelendrama über Grundwerte wie Liebe, Familie oder Heimat. Auch die Bühne und die Videos bleiben größtenteils abstrakt. Nur vereinzelt gibt es Anspielungen an das alltägliche Leben wie ein Wohnzimmer oder eine Küche mit einem dampfenden Topf. Medeas Kinder spielen zeitweise mit einem Boot. Eine besondere Rolle spielen blutige Rottöne, beispielsweise in der Farbe von Medeas Robe oder der Blätter der Bäume.
Die Dramaturgie entwickelt sich aus der Verbindung einfacher Gesten mit Videos und einem komplexen räumlichen Klangkonzept. Gruppen von Bläsern sind beispielsweise um das Publikum herum angeordnet. Der Orchesterklang selbst ist weitgehend homogen. Der Klang verdichtet sich gelegentlich, um sich dann wieder auszudünnen oder in eine einzelne Stimme zu verschmelzen.
Es gibt jeweils eine Partitur für die eigentliche Musik, für die Live-Elektronik und für die Video-Sequenzen. Diese drei werden in Echtzeit miteinander kombiniert. Die drei unterschiedlichen Stimmen der Titelfigur repräsentieren verschiedene Aspekte Medeas: Der Sopran verkörpert ihre Weiblichkeit, die „voce leggera“ (eine Pop-Sängerin) das alltägliche Leben und der Alt ihre Mutterschaft und ihre Macht.

### Orchester
Neben den vier Gesangssolisten benötigt die Oper drei Instrumentalsolisten: eine Bassflöte (auch Kontrabassflöte), eine Flöte und ein Klavier. Die Orchesterbesetzung umfasst die folgenden Instrumente::22
- Holzbläser: zwei Flöten, zwei Klarinetten
- Blechbläser: vier Hörner, acht Trompeten (im Saal), vier Posaunen (im Saal)
- Schlagzeug (sieben Spieler): zwei Pauken, zwei große Trommeln, zwei Gongs, zwei Tamtams, zwei Vibraphone, zwei Glockenspiele, zwei Stahlplatten, zwei Stahlseile, Triangeln, Röhrenglocken, Marimba, Crotales
- Klavier, Celesta
- Streicher: zehn Violinen 1, acht Violinen 2, acht Bratschen, sechs Violoncelli, vier Kontrabässe

Außerdem gibt es Live-Elektronik und eine Klangregie.

### Musiknummern
Die Oper besteht aus drei Teilen mit jeweils zehn „Video-Sequenzen“, die den Ausführenden folgendermaßen zugeordnet sind::75
Erster Teil
- Sequenz 1: Preludio concertato (Tutti)
- Sequenz 2: Canzone: Medea („voce leggera“) / Chor
- Sequenz 3: Orchester
- Sequenz 4: Medea (Sopran) / Chor
- Sequenz 5: Chor
- Sequenz 6: Orchester
- Sequenz 7: Canzone: Medea („voce leggera“) / Medea (Sopran)
- Sequenz 8: Medea (Sopran) / Chor / Orchester
- Sequenz 9: Medea (Alt) / Chor / Instrumentalstücke
- Sequenz 10: Canzone: Medea („voce leggera“) / concertato finale

Zweiter Teil
- Sequenz 1: Giasone (Countertenor und Jazzstimme) / Medea (Sopran) / Chor
- Sequenz 2: Orchester
- Sequenz 3: Giasone (Countertenor und Jazzstimme) / Medea (Sopran) / Chor
- Sequenz 4: Orchester
- Sequenz 5: Canzone: Medea („voce leggera“) / Giasone (Jazzstimme) – Canzone: Giasone (Jazzstimme) / Medea („voce leggera“)
- Sequenz 6: Vokalquartett: Giasone (Countertenor), Medea (Sopran, „voce leggera“ und Alt) / Chor
- Sequenz 7: Orchester
- Sequenz 8: Terzett: Medea (Sopran und Alt), Giasone (Countertenor)
- Sequenz 9: Canzone: Medea („voce leggera“) / Giasone (Jazzstimme)
- Sequenz 10: Chor / concertato / Tutti

Dritter Teil
- Sequenz 1: Vokalquintett: Medea (Sopran, „voce leggera“ und Alt), Giasone (Countertenor und Jazzstimme)
- Sequenz: Instrumentalsoli
- Sequenz 2: Canzone: Medea („voce leggera“) / Orchester
- Sequenz 3: Chor / Orchester / Medea (Sopran), Giasone (Countertenor)
- Sequenz 4: Chor / Medea (Sopran) / Chor
- Sequenz 5: Chor / Giasone (Countertenor und Jazzstimme) / Chor
- Sequenz 6: Orchester
- Sequenzen 7–10: Medea („voce leggera“) / Medea (Sopran, „voce leggera“, Alt) / Medea („voce leggera“) / Chor / Tutti

## Werkgeschichte
Adriano Guarnieri komponierte seine Video-Oper Medea im Auftrag der Fondazione Teatro La Fenice di Venezia.:7 Sie entstand in den Jahren 2000 bis 2002.:11 Mit dem Sujet hatte sich Guarnieri allerdings schon länger beschäftigt. 1988/1989 entstand ein Opernfilm für Soli, Chor und Orchester mit einem Libretto von Pier’Alli nach Pier Paolo Pasolini, Euripides und Seneca,:63–66 von dem ab 1991 Ausschnitte gezeigt wurden.
Die Uraufführung fand am 18. Oktober 2002 im Palafenice in Venedig statt, dem Ausweichquartier des Teatro La Fenice nach dessen Brand im Jahr 1996. Die musikalische Leitung hatte Pietro Borgonovo. Regie führte Giorgio Barberio Corsetti. Bühne und Kostüme stammten von Cristian Taraborrelli, das Lichtdesign von Fabio Barettin und die Videos von Fabio Massimo Jaquone. Es sangen Sonia Visentin (Medea 1), Antonella Ruggiero (Medea 2), Alda Caiello (Medea 3) und Andrew Watts (Giasone). Die Instrumentalsolisten waren Roberto Fabbriciani (Bass- und Kontrabassflöte), Annamaria Morini (Flöte) und Alessandro Commellato (Klavier). Für die Live-Elektronik und Klangregie sorgten das Centro Tempo Reale aus Florenz mit dem Centro di Sonologia Computazionale (CSC-DEI) der Universität Padua (Projekt MEGA IST-1999-20410), Nicola Bernardini und Alvise Vidolin.:7
Für diese Oper wurde Guarnieri zum zweiten Mal mit dem Premio Abbiati ausgezeichnet.
Ein Mitschnitt der Aufführung vom 26. Oktober wurde 2021 vom italienischen Fernsehen auf Rai 5 ausgestrahlt und anschließend als Videostream auf RaiPlay bereitgestellt.

## Aufnahmen
- 26. Oktober 2002 – Pietro Borgonovo (Dirigent), Giorgio Barberio Corsetti (Regie), Cristian Taraborrelli (Bühne und Kostüme), Fabio Barettin (Lichtdesign), Fabio Massimo Jaquone (Video), Orchester und Chor des Teatro La Fenice, Gianni Di Capua (TV-Regie).
 Sonia Visentin (Medea 1), Antonella Ruggiero (Medea 2), Alda Caiello (Medea 3), Andrew Watts (Giasone), Roberto Fabbriciani (Bass- und Kontrabassflöte), Annamaria Morini (Flöte), Alessandro Commellato (Klavier).
 Live-Elektronik und Klangregie: Centro Tempo Reale, Firenz, CSC DEI Università di Padova (Progetto MEGA IST-1999-20410), Nicola Bernardini, Alvise Vidolin.
 Video aus dem Palafenice di Venezia.
 Videostream auf RaiPlay.[7]